# Acalypha boinensis
Acalypha boinensis är en törelväxtart som beskrevs av Jacques Désiré Leandri. Acalypha boinensis ingår i släktet akalyfor, och familjen törelväxter. Inga underarter finns listade i Catalogue of Life.